# Umowa o ratowaniu kosmonautów, powrocie kosmonautów i zwrocie obiektów wypuszczonych w przestrzeń kosmiczną
Umowa o ratowaniu kosmonautów, powrocie kosmonautów i zwrocie obiektów wypuszczonych w przestrzeń kosmiczną (ang. Agreement on the Rescue of Astronauts, the Return of Astronauts and the Return of Objects Launched into Outer Space, also referred to as the Rescue Agreement) – wielostronna umowa międzynarodowa dotycząca ratownictwa astronautów oraz zwrotu obiektów wypuszczanych w przestrzeń kosmiczną. Składa się na nią łącznie 10 artykułów.

## Postanowienia
Umowa zobowiązuje państwa-strony, które znajdą się w posiadaniu informacji o wypadku statku kosmicznego, niebezpieczeństwie w jakim znaleźli się astronauci lub o przymusowym lądowaniu na jego terytorium, do natychmiastowego poinformowania o zaistniałych faktach władzę, która wypuściła statek oraz Sekretarza Generalnego ONZ. W razie braku możliwości powiadomienia stosownej władzy stosowną informację należy przekazać do wiadomości publicznej.